# 乃烈
乃烈（Nay Luett，1935年5月3日—1983年），也譯作乃律、納魯耶特，嘉莱族人，高地民族領袖，越南共和國少數民族事務官員，曾擔任越南共和國少數民族發展部長。1975年越南共和國滅亡後，乃烈遭到新政府的逮捕，被監禁在惡劣環境9年後釋放，不久後在自己家中去世。

## 早年生活
1935年5月3日，乃烈出生於法屬印度支那波來古省Bon Ma Hing（越南共和國時期屬富本省富足郡，今屬嘉萊省克容巴縣）的一個不富裕的家庭中。:536:114幼時的乃烈展現出了驚人的聰慧，吸引了嘉萊族頭領Nay Moul的注意。Nay Moul說服了乃烈的父母，將乃烈帶到了自己在岧嶚的長屋。乃烈先後在崑嵩的法-巴拿學校和邦美蜀的薩巴捷初中學習。Nay Moul還安排了自己的女兒與乃烈結婚。:114
1958年，乃烈畢業於大叻的耶爾森高中（今大叻師範學校）。:536

## 政治生涯
乃烈是高地族民族主義組織巴加拉伽的領導者之一。:5361958年9月15日至1962年9月，乃烈因爲代表自己的族人抗議而被拘禁。:5361962年，乃烈擔任和琴訓練中心特遣部隊翻譯員。:5361963年，乃烈擔任廣信省欽德附近一處營地的負責人，並曾指揮430名別動軍士兵進攻共產黨人的石壁密區，繳獲了大量武器。:5361963年11月1日起，乃烈回歸了農民生活。:536
1964年至1966年，乃烈在高地民族事務部門擔任專家。:5361966年至1967年，擔任民族發展部專員。:5361967年至1969年，擔任民族發展部高地民族農村重建部門主任。:5361970年至1971年，接受高級文員培訓。:5361969年至1970年，擔任富本省民族發展主管。:5361971年6月12日起，乃烈出任越南共和國少數民族發展部長。:536
1975年4月4日，在順化、峴港、歸仁和芽莊等城市陷落後，乃烈和其他高地民族領袖一起會見了美國駐越南共和國大使館官員。乃烈提出要求將高地民族領袖們和他們的家人列入撤離計劃名單中。4月28日西貢陷落前夕，高地民族領袖們聚集到了乃烈的家中等待撤離，然而撤離的巴士沒有到來。:357同年6月，民族發展部被廢止。:358乃烈和其他高地民族領袖一樣，在回到故鄉後遭到了逮捕，被關押在惡劣環境中。:3581983年，在被新政權監禁9年後，乃烈出獄後不到2個月就死在了家中。

## 個人生活
乃烈是天主教徒，已婚，有七個子女（包括兩名養子女）。:536

## 榮譽

### 勳章
- 一等行政佩星[5]:537
- 二等彰美佩星[5]:537
- 一等心理戰佩星[5]:537
- 一等民族發展佩星[5]:537
- 二等勞動佩星[5]:537
- 一等警察名譽佩星[5]:537

### 表彰
- 高棉事務獎狀[5]:537